# Morskie Oko (Niski Jesionik)
Morskie Oko (cz. Mořské oko) - niewielki staw zlokalizowany na terenie czeskiego Niskiego Jesioniku, w pobliżu szczytu Milíř (698 m n.p.m.), na wschód od Karlovic.
Jeziorko powstało wskutek zalania odkrywkowej kopalni łupków. Jest celem wycieczek turystycznych, żółtym szlakiem z Karlovic. Występuje tu m.in. traszka górska. Z okolicy roztaczają się panoramy górskie, m.in. widoczny jest Pradziad. 